# 阿里木坚诺夫·乌布拉音拜
阿里木坚诺夫·乌布拉音拜（Әлімжанов Ибрахимбай  1917年—？）哈萨克族，新疆霍城人，中国人民解放军将领。

## 生平
1944年11月，乌布拉音拜参加三区革命军队。后成为民族军将领。1949年12月20日，遵照中央人民政府人民革命军事委员会主席毛泽东的命令，民族军正式编成中国人民解放军第5军，下辖第13师、第14师，军部驻伊宁，军长为列斯肯，政治委员为顿星云，副军长为马尔果夫，副政治委员为曹达诺夫，参谋长为尼古拉也夫，政治部主任为李恽和。第13师驻南疆，师长为伊敏诺夫、政治委员为马洪山。第14师驻北疆，师长为乌布拉音拜、政治委员为胡政。1950年4月，乌布拉音拜加入中国共产党。
1953年3月，根据中央人民政府人民革命军事委员会主席毛泽东的命令，新疆军区将中国人民解放军第5军第13师、第14师除一部编入国防军、一部复员退役外，编余人员组建新疆军区农业建设第三师，师部驻绥定（今霍城县），师长为尼基金，政治委员为伊敏诺夫。1954年10月，新疆军区生产建设兵团成立，新疆军区决定将农三师划归生产建设兵团领导，编成新疆军区生产建设兵团农业建设第三师。师部驻绥定县城，师长为乌布拉音拜，党委书记兼政治委员为胡政。1954年底，撤销师番号，所辖的第七团、第九团改为兵团独立农场和兵团独立牧场，1956年划归农四师。
1954年12月至1961年1月，乌布拉音拜担任伊犁军区副司令员。